# 蒙图瓦地区蒙斯
蒙图瓦地区蒙斯（法語：Mons-en-Montois，法語發音：[mɔ̃s ɑ̃ mɔ̃twa] ⓘ）是法国塞纳-马恩省的一个市镇，属于普罗万区。

## 地理
蒙图瓦地区蒙斯（48°29'21"N, 3°8'48"E）面积6.23 平方千米，位于法国法蘭西島大區塞纳-马恩省，该省份为法国北部内陆省份，北起瓦兹省，西接埃松省、马恩河谷省、塞纳-圣但尼省和瓦兹河谷省，南至卢瓦雷省，东南接约讷省，东临马恩省和奥布省，东北接埃纳省。
与蒙图瓦地区蒙斯接壤的市镇（或旧市镇、城区）包括：锡日、泰尼西、蒙图瓦地区塞苏瓦、多讷马里-栋蒂伊、梅尼厄。

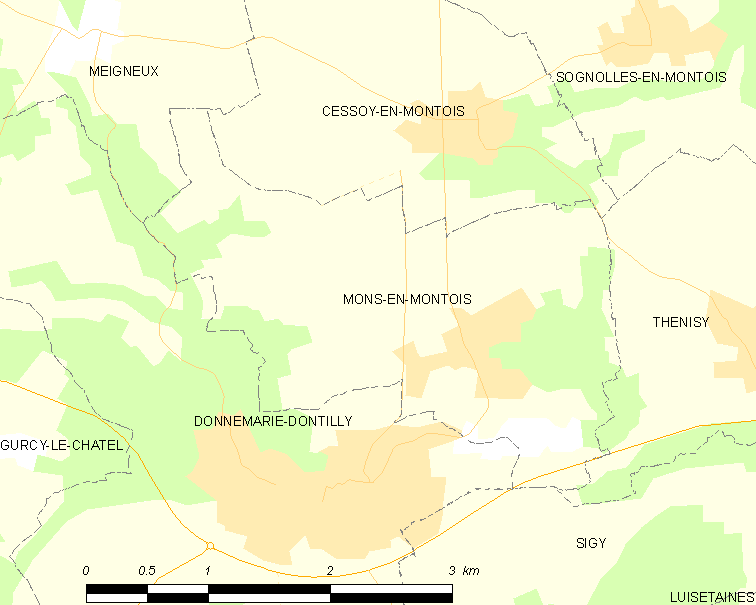
蒙图瓦地区蒙斯的OSM定位图

蒙图瓦地区蒙斯的时区为UTC+01:00、UTC+02:00（夏令时）。

## 行政
蒙图瓦地区蒙斯的邮政编码为77520，INSEE市镇编码为77298。

## 政治
蒙图瓦地区蒙斯所属的省级选区为普罗万县。

## 人口

1962-2008年间蒙图瓦地区蒙斯人口变化图示

蒙图瓦地区蒙斯于2022年1月1日时的人口数量为445人。